# Etawah
Etawah (auch Itawa) ist eine Großstadt mit ca. 300.000 Einwohnern im nordindischen Bundesstaat Uttar Pradesh; sie ist die Hauptstadt des gleichnamigen Distrikts.

## Lage und Klima
Etawah liegt auf dem Nordufer der Yamuna in einer Höhe von knapp 200 m. Die Stadt liegt zwischen Agra (ca. 120 km Fahrtstrecke nordwestlich) und Lakhnau (225 km östlich); die Millionenstadt Gwalior ist ca. 110 km in südwestlicher Richtung entfernt. Das Klima ist eher trocken; Regen (ca. 1200 mm/Jahr) fällt nahezu ausschließlich in den sommerlichen Monsunmonaten.
Bei Etawah kreuzen sich die nationalen Fernstraßen NH 2 (Agra–Kanpur) und NH 92 (Gwalior–Farrukhabad). Die NH 91A führt von Etawah zum ca. 110 km nordöstlich gelegenen Kannauj. Die Bahnstrecke von Agra nach Kanpur führt ebenfalls durch Etawah.

## Bevölkerung
| Jahr      | 1991    | 2001    | 2011    |
| Einwohner | 124.072 | 210.453 | 256.838 |

Den Großteil der im 20. Jahrhundert vorwiegend durch Zuwanderung stark gewachsenen Bevölkerung bilden Hindus (ca. 75 %), daneben gibt es einen bedeutsamen Anteil von Moslems (ca. 23 %); Buddhisten, Jains, Sikhs und Christen bilden kleinere Minderheiten. Gesprochen wird zumeist Hindi.

## Wirtschaft
Das Umland von Etawah ist überwiegend landwirtschaftlich orientiert. Die Stadt selbst bildet 

## Geschichte
Die Geschichte der auch unter dem Namen Ishtikapuri bekannten Stadt reicht bis in vedische Zeiten zurück. Später dominierten die Dynastien der Gupta, Naga, Kushan und Kanva. Um das Jahr 1200 eroberte Muhammad von Ghur die Gegend und begründete den starken islamischen Einfluss, der vor allem unter den Moguln bemerkbar wurde. Später kam Etawah unter die Herrschaft der Nawabs von Oudh, ehe diese die Stadt im Jahr 1801 an die Britische Ostindien-Kompanie abtraten. Im Jahr 1857 war Etawah ein Brennpunkt der kriegerischen Auseinandersetzungen zwischen Indern und Briten im Rahmen des Sepoyaufstands. Nach der indischen Unabhängigkeit (1947) wurde Etawah in den Bundesstaat Uttar Pradesh eingegliedert.

## Sehenswürdigkeiten
Trotz ihrer langen Geschichte hat die Stadt kaum Sehenswürdigkeiten von historisch-kultureller Bedeutung.

## Persönlichkeiten
- Allan Brooks (1869–1946), britisch-kanadischer Vogelmaler und Ornithologe
- Mirza Abdul Baqi Bég (1934–1990), Physiker